# Cépage

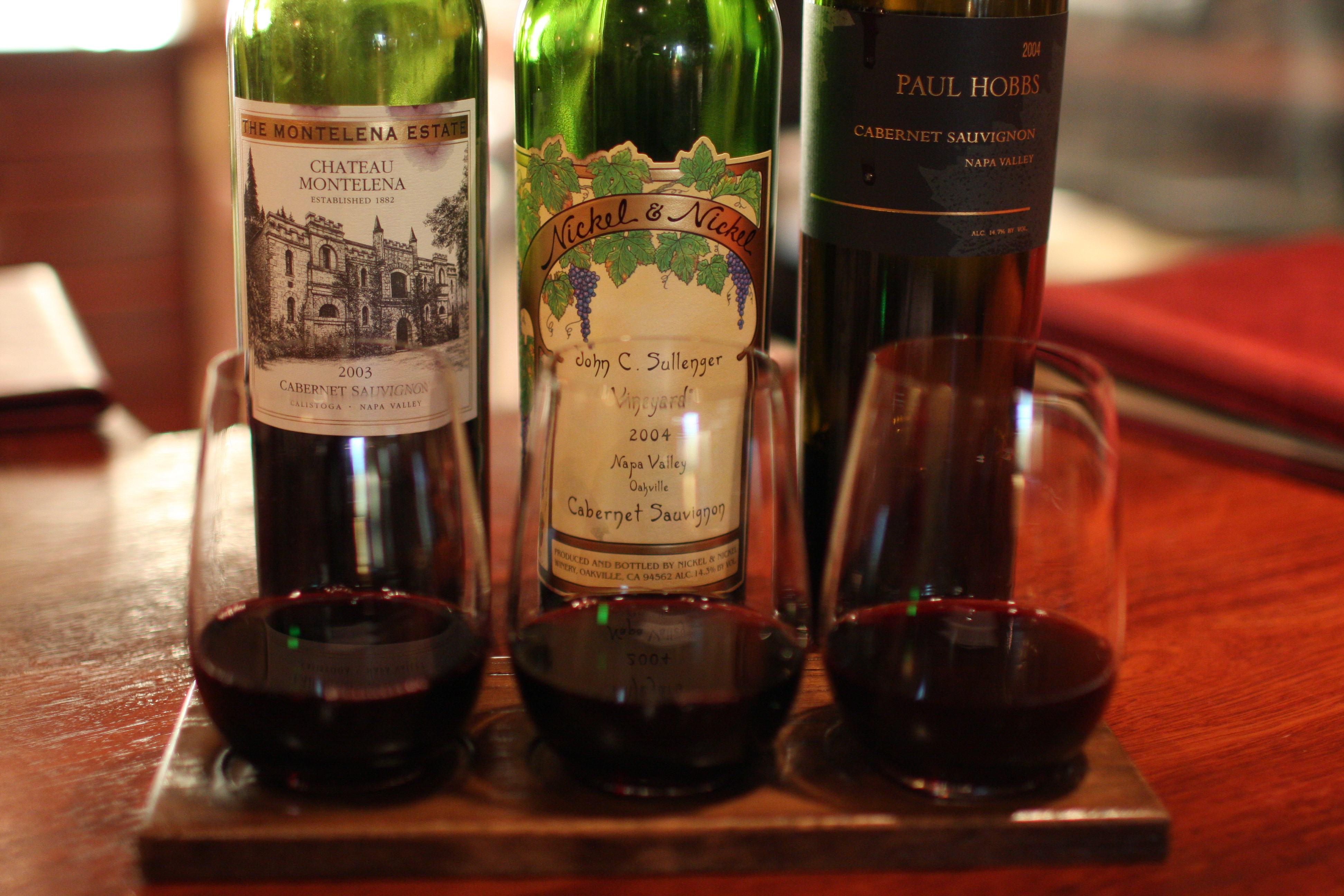
Drie cabernet sauvignonwijnen uit Napa Valley, Californië

De Franse term cépage betekent letterlijk druivenras en wordt in de wijnwereld gebruikt om aan te geven dat de wijn voor het grootste gedeelte van één druivenras (cultivar) gemaakt is.
Een monocépagewijn is overwegend van één druivenras gemaakt, maar kan - afhankelijk van het land en de lokale wijnwetgeving - deels andere rassen bevatten. In de VS beschouwt men bijvoorbeeld een wijn met een aandeel van 75% van één druivenras al een monocépage. Is echter het jaartal op de fles vermeld, dan moet het aandeel 95% zijn.
Als slechts één druivenras op het etiket is vermeld, dan is de wijn doorgaans voor 85% van dat ras gemaakt.
Bicépagewijnen zijn van ten minste twee dominante druivenrassen gemaakt, waarbij de naam van het ras met het grootste aandeel als eerste wordt genoemd op het etiket. Bekende bicépages zijn: cabernet sauvignon en merlot (tevens gangbare bordeaux-mix), grenache en syrah (ook Rhône-stijl), chardonnay en sauvignon blanc.
Ook tri- en quatrocépagewijnen komen voor, maar zelden worden dan nog alle rasnamen op het etiket vermeld.
In Hongarije wordt gewoonlijk onderscheid gemaakt tussen de wijnen gemaakt uit tezamen geoogste druivenrassen (vegyes bor = gemengde wijn) en de wijnen samengesteld uit twee of meer apart gemaakte monocépagewijnen (cuvé bor). Bij deze laatste wijnen heeft men het voordeel de balans tussen de verschillende rassen te kunnen vinden.
Met de opkomst van de 'nieuwe wereld' wijnlanden in de jaren negentig is er meer aandacht gekomen voor de gebruikte druivenrassen, ten koste van de nadruk op gebied, grondgesteldheid en klimaat. De Fransen gebruiken voor de deze kenmerken de term 'terroir'. Dit omvat echter meer dan alleen deze kenmerken. De terroir aan bijvoorbeeld de zuidkant van een wijngaard kan verschillend zijn van de terroir op de noordkant van diezelfde wijngaard. De nadruk op het druivenras geeft meer duidelijkheid en herkenbaarheid voor de consument. Niet langer hoeft men ingewikkelde gebiedsnamen te onthouden, om te weten wat men lekker vindt. Dit systeem kan echter tot onduidelijkheid leiden. De ene Chardonnay is immers niet de andere, zeker niet omdat juist deze druif in vrijwel alle wijnlanden en wijnklimaten ter wereld wordt verbouwd.